# Adolf z Mark (biskup Liège)
Adolf z Mark (ur. w sierpniu 1278, zm. 3 listopada 1344) – biskup Liège od 1313 r.

## Życiorys
Adolf był drugim synem hrabiego Mark Eberharda II i Irmgardy, córki hrabiego Bergu Adolfa IV. Był proboszczem i kanonikiem w Liège. W 1313 został biskupem Liège i sprawował tę funkcję do śmierci. 